# Тургизба (Косчагільський сільський округ)
Тургизба́ (каз. Тұрғызба) — колишнє село у складі Жилиойського району Атирауської області Казахстану. Входило до складу Косчагільського сільського округу. Ліквідоване у 2013 році.
У радянські часи село називалось Кизилтан.
Населення — 126 осіб (2009; 198 в 1999).